# 상현정
상현정(象賢亭)은 경상북도 안동시 일직면 명진리에 있다. 2017년 6월 21일 안동시의 문화유산 제113호로 지정되었다.